# Гдешин
Гдешин, або Гдішин (пол. Gdeszyn) — село в Польщі, у гміні Мячин Замойського повіту Люблінського воєводства. Населення — 187 осіб (2011).

## Історія
1671 року вперше згадується греко-католицька церква в селі. 
За даними етнографічної експедиції 1869—1870 років під керівництвом Павла Чубинського, у селі проживали греко-католики, які розмовляли українською мовою.
У 1875 р. внаслідок заборони греко-католицької церкви, храм забрала Російська православна церква, більша частина пастви перейшла до неї, а менша — до римо-католицької церкви, зберігаючи розмовну українську мову. У 1896 р. на місці давньої церкви зведена нова.
У 1904 р. з 806 жителів села 672 були православними, а 134 — римо-католиками.
Під час Першої світової російською армією війни було депортовано православних у Росію і понад 200 їх звідти не повернулось.
У 1919 році польська влада в рамках великої акції руйнування українських храмів на Холмщині і Підляшші перетворила місцеву православну церкву на римо-католицький костел. 
У 1920 р. польська влада розпарцелювала (розділила) фільварок, надавши більшість земельних ділянок приїжджим полякам, через що в новоутвореній польській колонії оселилось 400 римо-католиків і тільки 8 — православних. Володіння колоністів становили  950 га, а жителів села — тільки 450 га. Переданням церкви під костел і розподілом більшості земель полякам влада за два роки змінила баланс на їх користь. 
Після падіння польської держави в 1939 році, православним було повернено храм, громада належала до Української автокефальної православної церкви. У 1943 році в селі проживало 296 українців, 174 поляки та 20 німців, у сусідній однойменній колонії — 21 українець, 622 поляки, 21 німець. У 1943—1944 роках польські шовіністи вбили в селі 25 українців. Українці змушені були втікати або переходити в римо-католики і на польську мову. Влада ПНР у 1944 р. знову відібрала церкву від православних і перетворила її на костел. У 2000 р. на місці знесеної колишньої церкви збудували костел.
У 1975—1998 роках село належало до Замойського воєводства.

## Населення
Демографічна структура станом на 31 березня 2011 року:
|          | Загалом | Допрацездатний вік | Працездатний вік | Постпрацездатний вік |
| -------- | ------- | ------------------ | ---------------- | -------------------- |
| Чоловіки | 90      | 16                 | 56               | 18                   |
| Жінки    | 97      | 26                 | 43               | 28                   |
| Разом    | 187     | 42                 | 99               | 46                   |